# شيان شيو لينغ
كانت شيان شيو لينغ (1912-2008) أو سيو لينغ تسين دي بيرلينغي عالمة صينية بلجيكية فازت بميدالية الإنقاذ لإنقاذها ما يقرب من 100 شخص خلال الحرب العالمية الثانية في بلجيكا. هناك شارع يحمل اسمها بالإضافة إلى برنامج دراما تلفزيوني مكون من 16 حلقة عن حياتها ويُعرض على التلفزيون الصيني. 
ولدت تشيان في ييشينغ بمقاطعة جيانغسو في عام 1912 لعائلة كبيرة ومرتبطة ببعضها بشكل جيد.
في عام 1929 غادرت إلى أوروبا لدراسة الكيمياء في بلجيكا في الجامعة لوفين الكاثوليكية.
في عام 1933 تزوجت من جريجوري دي بيرلينغي وهو طبيب بلجيكي وذلك بعد فسخ خطوبتها من خطيبها الصيني وذهبوا للعيش في هيربيومونت.
في عام 1939 أشار أحد المصادر إلى أنها سافرت إلى باريس على أمل أن تدرس في مختبر ماري كوري، لكن المنشأة قد نقلت بأكملها إلى الولايات المتحدة بسبب الحرب.
في يونيو عام 1940، احتل الجيش الألماني بلدتها هيربيومونت عندما فجر شاب بلجيكي قطاراً عسكرياً عن طريق دفن لغم تحت السكك الحديدية. حُكم على الشاب بالإعدام، لكن شيان أدركت أنها تعرف الجنرال الألماني المسؤول عن بلجيكا. كانت تعرف الجنرال ألكسندر فون فالكنهاوزن عندما كان يعمل في الصين كجزء من التعاون الصيني الألماني. كان فالكنهاوزن مستشاراً لشيانغ كاي شيك وكان يعمل عن كثب مع ابن عم شيان الأكبر اللفتنانت جنرال شيان زهولون. كتبت رسالة وسافرت لرؤية فالكنهاوزن الذي قرر استخدام سلطته لتجنيب الصبي الإعدام لأسباب إنسانية.
في 7 يونيو عام 1944 تم الاتصال بشيان مرة أخرى عندما كان الألمان قد احتجزوا 97 سجيناً بلجيكياً حكم عليهم بالإعدام انتقاما لثلاثة من ضباط الجستابو الذين قُتلوا في بلدة إيكوسينيس القريبة. على الرغم من كونها حامل بطفلها الأول سافرت مرة أخرى لرؤية فالكنهاوزن وطلبت منه التدخل. لقد تردد لكنه وافق في النهاية على إطلاق سراح الأشخاص على الرغم من أنه كان يعلم أنه كان يخالف الأمر. تم استدعاء الجنرال إلى برلين لشرح تمرده. وكان فالكنهاوزن قد نجا من المحاكمة الألمانية والعقاب بنهاية الحرب لكنه اعتقل بسبب جرائم الحرب. وقد تمت محاكمته في بلجيكا في عام 1951.
ظهرت شيان في المحاكمة ونادى بشخصية فالكنهاوزن الجيدة. وقد حُكم عليه بالسجن لمدة 12 عاماً بسبب إعدامه لرهائن وترحيل اليهود لكن أُفرج عنه بعد ثلاثة أسابيع وتقاعد في ألمانيا حيث توفي في عام 1966.

## إرثها
حصلت تشيان على ميدالية الامتنان البلجيكي 1940-1945 من قبل الحكومة البلجيكية.
ومثلت قصة تشيان في مسلسل تلفزيوني صيني من ست عشرة حلقة، المرأة الصينية التي تواجه بندقية جستابو بطولة شو كينغ. حصلت البلجيكية على ميدالية بعد الحرب لكنها لم تخبر أسرتها في الصين بقصتها.
في عام 2003 قامت حفيدة شيان تاتيانا دي بيرلينغي بعمل فيلم وثائقي بعنوان «جدتي: بطلة؟».
في عام 2005 شكرها تشانغ تشي يوي السفير الصيني في بلجيكا الذي زار ما تبقى من المنزل الذي عاشت فيه. وقد توفي زوج شيان في عام 1966.
هناك شارع باسم رو بيرلينغي في مدينة اكاوسينس والذي سمي تيمناً بها. كما أنه نُشرت رواية لشانغ ياووين في عام 2003 تحمل العنوان الإنجليزي للمرأة الصينية في جستابو جنبوينت.